# BSV Fürstenfeldbruck
Der BSV Fürstenfeldbruck (offiziell: Billard-Sport-Verein Playhouse Fürstenfeldbruck e. V.) ist ein 1991 gegründeter Billardverein aus Fürstenfeldbruck. Die erste Poolbillardmannschaft des Vereins spielt seit 2010 in der 1. Bundesliga.

## Geschichte
Der BSV Fürstenfeldbruck wurde 1991 gegründet. 2008 stieg er in die Bayernliga auf, in der er in der Saison 2008/09 ohne Niederlage den ersten Platz belegte und in die 2. Bundesliga aufstieg. Dort gelang dem Verein in der folgenden Saison als Zweitplatzierter der Aufstieg in die 1. Bundesliga, in der man in der Saison 2010/11, mit zehn Punkten Rückstand auf den BC Oberhausen, den zweiten Platz erreichte. In den beiden folgenden Spielzeiten wurde der BSV Fürstenfeldbruck erneut deutscher Vizemeister, nun drei beziehungsweise sieben Punkte hinter Oberhausen. Nachdem man 2014 Vierter geworden war, schaffte der Verein in der Saison 2014/15 als Sechstplatzierter, fünf Punkte vor dem Absteiger BV Mörfelden-Walldorf, nur knapp den Klassenerhalt. In der Spielzeit 2016/17 wurde er erneut Dritter.
Die zweite Poolbillardmannschaft des Vereins stieg 2008 in die Bezirksliga auf. Dort belegte sie 2009 und 2011 den dritten Platz, bevor sie in der Saison 2011/12 ohne Punktverlust den Aufstieg in die Landesliga schaffte, in der 2013 mit nur einer Niederlage der erste Platz und damit der Aufstieg in die Verbandsliga folgte. Nachdem man dort 2014 Dritter geworden war, gewann man in der Saison 2014/15 alle Ligaspiele und stieg damit in die Oberliga auf.
Die Snookermannschaft des BSV Fürstenfeldbruck stieg 2009 in die Landesliga auf, in der sie ein Jahr später den ersten Platz belegte. Zur Saison 2010/11 wurde die erste Snookermannschaft jedoch abgemeldet, die zweite belegte in der Bezirksliga den zweiten Platz. In der folgenden Spielzeit trat man in der Verbandsliga an, in der man Fünfter wurde und 2013 mit dem zweiten Platz den Aufstieg in die Bayernliga schaffte. Dort kam man in der Saison 2013/14 auf den achten Platz. Anschließend verzichtete der Verein auf eine Teilnahme an der Verbandsliga und stieg in die fünftklassige Bezirksliga A ab, in der 2015 mit dem zweiten Platz der Aufstieg in die Verbandsliga folgte. 2016 stieg man als Achtplatzierter erneut in die Bezirksliga A ab.

### Platzierungen seit 2001
| Erste Mannschaft | Erste Mannschaft      | Erste Mannschaft |
| Saison           | Liga (Spielklasse)    | Platz            |
| ---------------- | --------------------- | ---------------- |
| 2001/02          | 2. Bundesliga         | 2. Bundesliga    |
| 2002/03          | 2. Bundesliga         | 2. Bundesliga    |
| 2003/04          | Bayernliga (3)        | 8                |
| 2004/05          | Landesliga Süd (4)    | 6                |
| 2005/06          | Landesliga Süd (4)    | 6                |
| 2006/07          | Landesliga Süd (4)    | 4                |
| 2007/08          | Landesliga Süd (4)    | 2                |
| 2008/09          | Bayernliga (3)        | 1                |
| 2009/10          | 2. Bundesliga Süd (2) | 1                |
| 2010/11          | 1. Bundesliga (1)     | 2                |
| 2011/12          | 1. Bundesliga (1)     | 2                |
| 2012/13          | 1. Bundesliga (1)     | 2                |
| 2013/14          | 1. Bundesliga (1)     | 4                |
| 2014/15          | 1. Bundesliga (1)     | 6                |
| 2015/16          | 1. Bundesliga (1)     | 4                |
| 2016/17          | 1. Bundesliga (1)     | 3                |
| 2017/18          | 1. Bundesliga (1)     |                  |

| Zweite Mannschaft | Zweite Mannschaft       | Zweite Mannschaft |
| Saison            | Liga (Spielklasse)      | Platz             |
| ----------------- | ----------------------- | ----------------- |
| 2001/02           | Bezirksliga (5)         | 2                 |
| 2002/03           | Bezirksoberliga (4)     | 12                |
| 2003/04           | Bezirksliga (6)         | 4                 |
| 2004/05           | Bezirksliga (6)         | 9                 |
| 2005/06           | Kreisliga A (7)         | 4                 |
| 2006/07           | Kreisliga A (7)         | 3                 |
| 2007/08           | Kreisliga A (7)         | 1                 |
| 2008/09           | Bezirksliga (6)         | 3                 |
| 2009/10           | Bezirksliga (7)         | 4                 |
| 2010/11           | Bezirksliga (7)         | 3                 |
| 2011/12           | Bezirksliga (7)         | 1                 |
| 2012/13           | Landesliga Süd-West (6) | 1                 |
| 2013/14           | Verbandsliga Süd (5)    | 3                 |
| 2014/15           | Verbandsliga Mitte (5)  | 1                 |
| 2015/16           | Oberliga Süd (4)        | 3                 |
| 2016/17           | Oberliga Süd (4)        | 3                 |
| 2017/18           | Oberliga Süd (4)        |                   |

| Snookermannschaft | Snookermannschaft       | Snookermannschaft |
| Saison            | Liga (Spielklasse)      | Platz             |
| ----------------- | ----------------------- | ----------------- |
| 2001/02           | –                       |                   |
| 2002/03           | –                       |                   |
| 2003/04           | –                       |                   |
| 2004/05           | Bezirksliga (4)         | 3                 |
| 2005/06           | –                       |                   |
| 2006/07           | Bezirksliga B (5)       | 2                 |
| 2007/08           | Bezirksliga A (5)       | 3                 |
| 2008/09           | Bezirksliga A (5)       | 1                 |
| 2009/10           | Landesliga (4)          | 1                 |
| 2010/11           | Bezirksliga B (6)       | 2                 |
| 2011/12           | Verbandsliga (4)        | 5                 |
| 2012/13           | Verbandsliga Süd (4)    | 2                 |
| 2013/14           | Bayernliga (3)          | 8                 |
| 2014/15           | Bezirksliga A Süd (5)   | 2                 |
| 2015/16           | Verbandsliga Süd (4)    | 8                 |
| 2016/17           | Bezirksliga A Süd 1 (5) | 2                 |
| 2017/18           | Bezirksliga A Süd 1 (5) |                   |

## Aktuelle und ehemalige Spieler
(Auswahl)
- Antonio Benvenuto
- Zafir Dilji
- Michael Dinfelder
- Gerhard Engelschalk
- Florian Hammer
- Stefanie Hentschel
- Robert Hirschbichler
- Tobias Hoiß
- Roman Hybler
- Dimitri Jungo
- Valery Kuloyants
- Roger Leano
- Chris Melling[37]
- Christoph Reintjes
- Daniel Schöpf
- Philipp Stojanovic
- Harald Stolka
- Sebastian Thron